# Sebastianus major
Sebastianus major là một loài bọ cánh cứng trong họ Tenebrionidae. Loài này được Fairmaire miêu tả khoa học đầu tiên năm 1899.